# Macael
Macael és una localitat de la província d'Almeria, Andalusia. L'any 2005 tenia 6.091 habitants. La seva extensió superficial és de 44 km² i té una densitat de 138,4 hab/km². Limitant al nord amb Olula del Río i Fines, a l'est amb Cantoria i Líjar, a l'oest amb Purchena i Laroya, i al sud amb Chercos i Tahal. Està situada a una altitud de 554 metres i a 107 quilòmetres de la capital de la província, Almeria. És coneguda per la producció de marbre.

## Demografia
| 1996  | 1998  | 1999  | 2000  | 2001  | 2002  | 2003  | 2004  | 2005  | 2006  |
| ----- | ----- | ----- | ----- | ----- | ----- | ----- | ----- | ----- | ----- |
| 6.091 | 5.993 | 6.211 | 5.907 | 5.905 | 5.975 | 5.953 | 6.039 | 6.062 | 6.197 |

## Agermanaments
- Esplugues de Llobregat.